# Andrena nigrocyanea
Andrena nigrocyanea är en biart som beskrevs av Saunders 1908. Andrena nigrocyanea ingår i släktet sandbin, och familjen grävbin. Inga underarter finns listade i Catalogue of Life.